# نانوگل
در شیمی نانوگل‌ها اشاره به ترکیبی از عناصر خاص دارد که از دید میکروسکوپی شکل‌هایی شبیه به گل به وجود می‌آورند. در مواردی معدود شکل‌های میکروسکوپی به وجود آمده مشابه درخت است که به اینگونه مواد نانو دسته گل یا به اختصار نانو گل می‌گویند.
این ترکیب‌ها در طول‌ها و ضخامت‌های نانومتری هستند که آن‌ها را فقط می‌توان به وسیلهٔ میکروسکوپ‌های الکترونی دید.

## تاریخچهٔ نانو گل
این نانو مواد، از جنس سیلیس هستند و اولین بار در سال ۲۰۰۲ ساخته شدند. آن‌ها از به هم تنیده شدن نانوسیمها و نانو ذرات دیگر شکل گرفته‌اند. به گفته دانشمندان، روش‌های بسیار ساده‌ای برای تولید نانوگل‌ها وجود دارد. به‌طور کلی ذرات نانو کاربردهای وسیعی در زمینه‌های مختلف بیولوژی، مهندسی پزشکی، صنعت، ساخت صفحات خورشیدی، پوشش سطح، ساخت ابزار آلات صنعتی، ساخت رنگ‌ها و محلول‌ها، پاکسازی محیط زیست از مواد شیمیایی مخرب، در پزشکی مانند ساخت اعضای مصنوعی و قابل کاشت در بدن، ساخت لباس‌های جنگی مقاوم در برابر مواد شیمیایی و بیولوژیکی، ساخت مواد کامپوزیت، باتری‌ها و سلول‌های سوختی و… دارند که در مجموع ۳ روش کلی برای تولید ذرات نانو وجود دارد که به صورت ۱-چگالش از بخار ۲-سنتز شیمیایی یا ۳-فرآیندهای حالت جامد است.

## روش‌های تولید نانو گل‌ها
راه‌های مختلفی برای تولید نانو گل‌ها شناخته شده‌است:
- فرآیندی مشابه ساخت نانولوله‌های کربنی با استفاده از گاز هیدروکربن.

این روش شامل حرارت دادن مواد کاتالیزوری تا درجه حرارت‌های بالا در یک کوره لوله‌ای شکل و عبور یک گاز هیدروکربنی در سراسر لوله برای یک مدت زمان معین است که به آن رسوب بخار شیمیایی (CVD) می‌گویند.
- با استفاده از حرارت دادن گالیم(Ga) و سپس جریان متان(CH4) بر روی آن تحت دما و فشار خاص، این فرم به شکل گل کاربید سیلیکون به وجود می‌آید.
- با استفاده از حرارت دادن فیلم نازک دی‌اکسید مولیبدینیوم (MoO2)، بر روی یک تکه از فویل مولیبدینیوم که توسط بخار گوگرد احاطه شده‌است.

## علفزارهای نانو
در ابرخازن‌ها، انرژی ذخیره شده‌است، چرا که الکترودها با مواد متخلخلی که با یون‌هایی مانند اسفنج‌ها خیس و پوشش داده شده‌اند و معمولاً از کربن برای این روش استفاده می‌شود.
ابرخازن‌های نانو علفزاری یون‌ها را در اکسید منگنز ذخیره می‌کنند، یک ماده با ظرفیت بیشتر برای یون‌هایی که از کربن فعال ترند.
دانشمندان در مؤسسهٔ تحقیقاتی دفاع شیمیایی (پکن، چین) و دانشگاه پکن ساختارهای نانو علفزاری ایجاد کردند که هر کدام از این نانو گل‌های ریش‌ریش شدهٔ اکسید منگنز که در حدود ۱۰۰ نانومترند، در طول یک ورقه از فلز تانتالیوم بر روی نانولوله‌های کربنی به هم ریخته، رشد یافته‌اند. نانو علفزارها ده‌ها مرتبه بهتر از اکسید منگنز کار می‌کنند و می‌توانند دو برابر بیشتر از الکترودهای بر پایهٔ کربن در ابر خازن‌های موجود شارژ شوند.